# Dechendorf

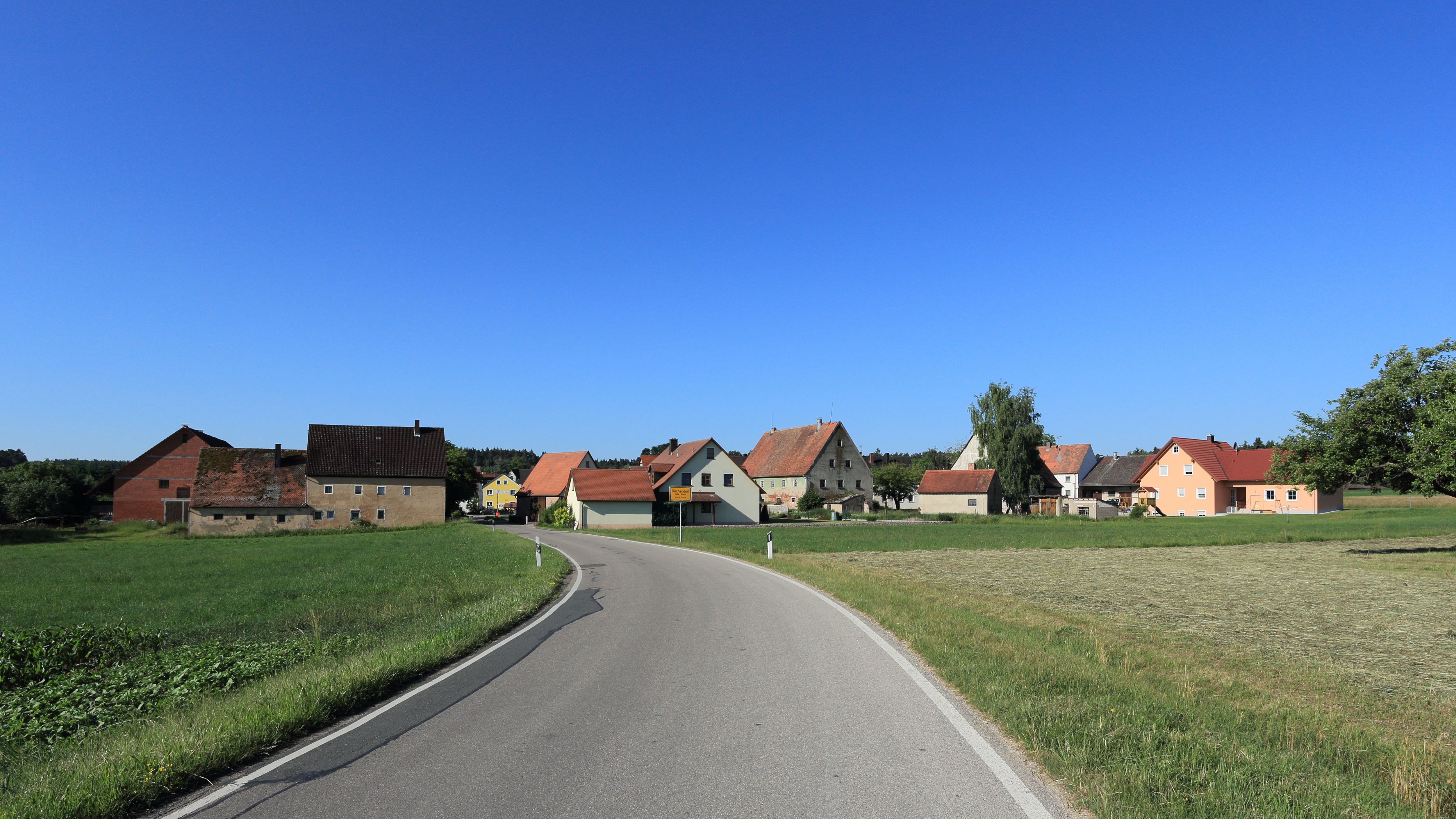
Ortsansicht von Dechendorf

Dechendorf (fränkisch: Dächadoaf) ist ein Gemeindeteil der Gemeinde Rohr im Landkreis Roth (Mittelfranken, Bayern). Dechendorf liegt in der Gemarkung Prünst.

## Geografie
Durch das Dorf fließt die Volkach, ein rechter Zufluss der Schwabach. 0,5 km westlich liegt der Dechenwald, eine gemeindefreies Gebiet, 0,5 km südlich liegt das Waldgebiet Mitterstück, darin erhebt sich der Ödenberg (424 m ü. NHN). 0,5 km östlich liegt der Odengraben, dahinter das Waldgebiet Baderslohe. 0,5 km nordwestlich erhebt sich der Hinterberg, 0,5 km nördlich liegt das Flurgebiet Sachsenloh. Gemeindeverbindungsstraßen führen nach Prünst (1,4 km nordwestlich), nach Volkersgau (1,8 km östlich) und nach Albersreuth (1,5 km südlich).

## Geschichte
Der Ort wurde 1162 als „Tahen“ erstmals urkundlich erwähnt. Rapoto von Abenberg trug dem Regensburger Bischof Hartwig II. seine Eigengüter u. a. in Dechendorf auf und erhielt sie als Lehen zurück. Benannt wurde er nach einem Dago oder Tacho.
Im Salbuch des Hochstifts Eichstätt von 1300 wurden 2 Güter als Besitz verzeichnet. 1407 waren es bereits 7 Hofstätten. 1671 gab es in Dechendorf 7 Anwesen, wovon 5 Anwesen dem Kastenamt Abenberg unterstanden und 2 Anwesen der Reichsstadt Nürnberg.
1732 gab es laut den Oberamtsbeschreibungen von Johann Georg Vetter in Dechendorf 10 Anwesen, von denen 5 Anwesen dem Kastenamt Abenberg unterstanden, 3 Anwesen der Reichsstadt Nürnberg (St. Klara-Klosteramt: 1, Reiches Almosen: 1, Spitalamt Heilig Geist: 1) und 2 Anwesen dem Ansbacher Eigenherrn Beßler.
Gegen Ende des 18. Jahrhunderts gab es in Dechendorf 11 Anwesen und ein Gemeindehirtenhaus. Das Hochgericht übte das brandenburg-ansbachische Oberamt Schwabach aus. Die Dorf- und Gemeindeherrschaft war strittig zwischen dem Kastenamt Schwabach und dem Kastenamt Abenberg. Grundherren waren das Kastenamt Schwabach (2 Halbhöfe, 1 Gütlein mit Gastwirtschaft), das eichstättische Kastenamt Abenberg (1 Ganzhof, 3 Halbhöfe, 1 Köblergut) und die Reichsstadt Nürnberg (Landesalmosenamt: 1 Köblergut; Amt St. Katharina: 1 Ganzhof; Mendelsche Zwölfbrüderhausstiftung: 1 Halbhof).
Von 1797 bis 1808 unterstand der Ort dem Justiz- und Kammeramt Schwabach. Im Rahmen des Gemeindeedikts wurde 1808 Dechendorf dem Steuerdistrikt Rohr, II. Sektion und der 1818 gebildeten Ruralgemeinde Prünst zugeordnet. Am 1. Mai 1978 wurde Dechendorf im Zuge der Gebietsreform in Bayern nach Rohr eingegliedert.

### Baudenkmäler
- Fliederweg 3: ehemaliger Bauernhof[16]
- Tannenweg 4: zugehörige Steildachscheune[16]

### Einwohnerentwicklung
| Jahr      | 001818 | 001840 | 001861 | 001871 | 001885 | 001900 | 001925 | 001950 | 001961 | 001970 | 001987 |
| Einwohner | 87     | 88     | 105    | 115    | 99     | 85     | 96     | 107    | 75     | 86     | 68     |
| Häuser    | 12     | 13     |        |        | 19     | 20     | 19     | 19     | 19     |        | 18     |
| Quelle    | [ 18 ] | [ 19 ] | [ 20 ] | [ 21 ] | [ 22 ] | [ 23 ] | [ 24 ] | [ 25 ] | [ 26 ] | [ 27 ] | [ 1 ]  |

## Religion
Der Ort ist seit der Reformation evangelisch-lutherisch geprägt. Die eichstättischen Untertanen waren nach St. Bartholomäus (Barthelmesaurach) gepfarrt, die ansbachischen und nürnbergischen Untertanen nach St. Emmeram (Rohr). Seit dem frühen 19. Jahrhundert sind alle Einwohner evangelisch-lutherischer Konfession nach St. Emmeram gepfarrt. Die Katholiken sind nach St. Sebald (Schwabach) gepfarrt.